# 川震校舍倒塌
汶川大地震期间有不少学校教学楼、宿舍倒塌，在地震造成的21.6万间房屋倒塌中，其中包括了6,898间校舍（当中还未包括汶川、北川等重灾区）。

## 學生傷亡數的幾個說法
- 2008年5月21日：四川省教育厅厅长（另兼全国人大代表）涂文涛于内部会议通报：四川省教育系统共死亡6,581人（註：含教師等），其中学生死亡6,376人；并有1,274人失踪，1,107人被埋。[2]
- 2008年5月28日：《21世纪经济报道》報道「从四川省教育厅获悉，截至5月26日，四川省学生死亡4,737人，伤者1.6万余人。」未獲官方確認。[1]
- 2008年11月21日，在国新办新闻发布会上，四川省副省长魏宏宣布据目前统计四川地震中有19,065名学生遇难。[3]
- 2009年5月7日：四川省人民政府灾后重建通报会公布，「全省经审核认定的死亡学生和已经核查但尚未宣告为死亡的失踪学生共有5,300余名，受伤学生中，目前已评残并发证的有500余名」[4]
- 2010年1月1日：艾未未發起的民間调查公布「统计地震遇难学生总名单人数为5,214名。已核对确认姓名、年龄、班级、学校、地区和他们的家属信息的4,851名，尚未有能力确认的363名」，又「调查覆盖了灾区14个县市，4个乡镇，收集到154所学校的受灾情况」。[5]。在2009年7月28日的调查报告中簡明列出了每家學校的總傷亡數，並逐一交代了每家學校是如何核實數據。[6]

## 倒塌學校名单
- 北川：北川中学有一千多名师生被埋葬在倒塌的六层教学楼，2600名学生，死亡和下落不明1200多人。北川中学新区共六个班，三个班被掩埋在乱石之下，另两个班到县里参加活动，一个班上体育课，由于县里礼堂的建筑质量较好和直接站在没有建筑物的操场上，幸免。北川茅坝初中有500名初中生死于泥石流。平安希望小学几乎被夷为平地。曲山镇小学幼儿园，北川幼儿园，中心小学，因为背靠山体滑坡，大量伤亡。[7][8][9][10][11]
- 德阳市：师古镇民主中心小学、莹华镇中心小学和中学、八角镇中心小学、洛水镇中心小学，旌阳区孝泉中学，遵道镇欢欢幼儿园，九龙镇小学，平武县南坝小学的教学楼倒塌，一批学生被压埋，造成人员伤亡。[12][13]
- 都江堰：向峨乡师生几百人被埋。都江堰新建小学，4层高的教学楼坍塌，六七百名小学生在该校上课，而垮塌新建小学教学楼后面，同一年建的城关幼儿园却安然无恙，墙上甚至很少有裂缝。而与新建小学相隔200米路程的北街小学，只是墙体部分受损学生毫发无伤。都江堰市聚源镇聚源中学也造成大量伤亡。[14][15][16][17][18]
- 平武县：平通镇初级中学，平通中心小学教学楼倒塌。[19][20]
- 汶川：映秀漩口中学教学楼坍塌，但不是完全碎裂不少人逃生。映秀镇映秀幼儿园，漩口幼儿园，映秀镇中心小学有教学楼坍塌。[21][22][23][24][25]
- 青川县：木鱼中学有一栋三层学生宿舍楼在这次地震灾害中完全坍塌，地震发生时有500多名学生正在里面午休，其中139名学生逃生，后来有84人被救生还，确认201人遇难。姚渡镇平原小学，凉水学校校舍垮塌。[26][27]
- 什邡市：龙居镇龙居小学，洛水镇洛水中学，洛城小学，蓥华镇仁和村小学，红白中心小学，金花乡中小学，湔底中学教学楼倒塌，有死伤。[28][29][30][31][32][33]
- 崇州市：怀远镇中学，在教学楼上课的12个班的715名师生有711人成功逃生。[34]
- 梁平县：文化镇中心小学一栋教学楼垮塌，另一栋教学楼栏杆垮塌，共导致5名学生死亡。[35][36]
- 绵竹市：五福镇富新二小的教学楼在地震中坍塌,造成127名小学生不幸遇难。五福镇中心小学，汉旺镇东方汽轮机厂子弟中学教学楼坍塌，东汽技校汉旺镇汉旺幼儿园武都小学也有人员伤亡。除武都教育中心外，广智学校、遵道学校受灾严重。[37][38][39][40][41][42][43][44]
- 绵阳市：九龙镇小学，遵道镇欢欢幼儿园，绵阳高新区双碑小学，游仙区魏城中学楼房倒塌，有学生遇难。[45][46][47]
- 通江县：永安坝小学教学楼大面积垮塌[48]

## 校舍倒塌原因
川震校舍倒塌的原因，舆论多认为是政府豆腐渣工程不合格，导致校舍在地震中不堪一击。多名遇难学生家长在震后积极寻找线索和数据调查校舍倒塌成因，如北川中学在震后“砖块是散的，上边很少粘着水泥；柱子碎裂了不成块，而是粉末”“不是豆腐渣工程是什么？”家长母勇贤等人找到了北川中学教学楼施工图，并了解到在当初校舍施工之时有倒卖钢材、倒卖施工建筑用料的情况，想向当局反应，但遭到拒绝和阻拦下一步行动。
根据谭作人《四川大地震死难学生调查报告》（调查时间为2008年12月1日至2009年3月18日），地震中师生死亡的原因主要在于建筑物倒塌，而建筑物倒塌的主要原因包括：建筑设计以及工程的品质问题；选址不当，对灾害预见性不够，风险评估不足；陈旧或被列为希望工程的校舍被违规使用；建筑构件或附属物垮塌；借用其它单位房屋或在前往某地途中导致伤亡。
2008年5月26日，教育部发言人分析校舍倒塌原因，是非常复杂的，有各种原因。5月28日， 四川省教育厅将倒塌原因归纳为以下几点:1，地震首先是超过了预计强度,学校校舍抗震难以抵御如此强烈的地震。2，灾情发生在上课期间,集体伤亡人数比较多。3，学生上课时集中在教室,楼面负荷大,疏散时又集中在楼梯间,比较薄弱的,所以造成了一定的损害。4，校舍建筑时间比较长,校舍陈旧落后。5，建筑在抗震方面本身就存在着设计方面的先天性缺陷。因为教育厅非专业建筑机构，此结论引起质疑。
2008年9月4日，国家汶川地震专家委员会主任马宗晋在国新办新闻发布会上表示，有些地区的房屋正好处在强地震活动的断裂带上，是抵抗不住地震的近来建设学校房子的速度是比较快的，这其中可能存在一些建筑上的问题。针对这些房子建设的问题建设部门专门派出了两千多位专家到灾区进行考察。
2009年3月8日，四川灾后重建专题采访会中，四川省常务副省长魏宏表示经过调查分析，此次地震震级高、强度大是造成校舍倒塌的最主要和最重要原因。
工程抗震專家、中國科學院周錫元院士解释，校舍房间大窗子大，建築抗震能力差是世界性的普遍問題。有专家指出砖混结构是在地震中非常脆弱的。香港学者在考察綿竹市五福鎮富新小學及都江堰聚源中學后指出校舍结构松散，抗震能力极差；住建部亦承認不排除有偷工減料，5月16日住建部召开新闻发布会，解释四川省国家规定的抗震建设标准是按照7度烈度来设防的。而地震的烈度达到10-11度，大大超出了规定的建筑抗震设防标准，震中的房屋绝大部分都会倒塌，而对于确实有质量问题的房屋会严肃处理。而日本地震學者亦認為中国建筑抗震标准偏低、中国一般建筑物的支柱较细、混凝土质量较差、钢筋数量较少、建筑技术过旧。
有当地民众认为，教育投入经费不足是重要的原因，2000年之前农村中小学的教学资金主要由乡镇自己投入，而贫困的乡村常常连民办教师工资都发不出，更别提校舍建设。90年代普及九年制义务教育的达标工程，其中一个重要指标就是要有标准的教学楼，财力不足也得上，比如聚源中学修建当时只有一万多元教学经费，建筑价格在400元/平方米，极度压低成本建筑质量可想而知。这种搞“普九”欠账低价建校舍的情况，在国内经济欠发达地区均不鲜见。绵阳教育局副局长姚定也说过去因国家给拔款建校的标准只有400元/平方米，而在2000年代中期才调到500元/平方米，都是国家办教育，建造时考虑的抗震度很低，而汶川地震又是百年难遇的高强度地震。姚定称，从掌握的情况看，地震灾区倒塌的教学楼没有超高，只是建造的年限较久，存在豆腐渣工程的说法是没有依据的。
清华大学、西南交通大学、北京交通大学震害调查组撰写的《汶川地震建筑震害分析》论文报告，指出地震校舍损毁严重不是地震设防目标和手段的问题，问题在于设防目标和手段在具体地区的应用，受国情国力限制，很多地区的设防烈度实际上偏低0.5度-1度，应该+1.5度甚至2度。倒塌原因是多方面的一是由于教室开间大墙少抗震能力比较差，二是和建设年代有关。此外，工程质量也被认为是影响因素之一。

## 家長討說法
民间对川震校舍倒塌的调查以及维权活动普遍被禁止。一些家长因为上访而被政府抓捕。
2008年5月25日，绵竹市五福镇痛失子女的家长游行抗议豆腐渣工程。
2008年6月3日，都江堰市的学生家长抗议校舍质量问题，但得到公安回应法院不会受理家长的诉讼。
原定于2010年3月1日在成都举行的民间问责中国地震局研讨会，会场亦被警方毁坏。
2012年1月11日，北川县的遇难学生家长来到县政府前请愿抗议。
部分发动或参与校舍倒塌情况调查的民间人士被当局抓捕，其中包括：
黄琦，“天网”网站创办人，在大地震后积极参与救灾活动并为地震中死亡学生家长提供帮助，并在网上揭露“豆腐渣”工程，后被抓捕，2009年11月23日因“非法持有国家机密文件罪”被判处有期徒刑三年。
何洪春，北川县遇难学生家长代表，因向中国人寿保险公司咨询赔偿问题，被以“聚众扰乱社会秩序”被起诉，2009年7月9日被判有期徒刑三年，缓刑五年。
谭作人，四川作家，曾于2009年2月起草《5.12学生档案》的倡议书，发起民间对地震遇难学生校舍工程质量进行调查，后发布《四川大地震死难学生调查报告》，继而被拘捕，以“煽动颠覆国家政权罪”被判有期徒刑5年，剥夺政治权利3年。

## 媒体报道（被禁）
据钱钢对川震校舍倒塌媒体报道的搜集调查，媒体报道被禁之前，校舍倒塌共有三波较大规模的报道：
- 第一波，2008年5月19日到21日，全国哀悼日期间，包括《南方都市报》“学殇”系列报道。
- 第二波，因五福镇小学学生家长请愿而引发。
- 第三波，媒体开始报道关于校舍倒塌原因的调查文章，如南方周末《东汽中学：惨剧或可避免》，《财经》杂志《校舍忧思录》等。
- 第四波，多个媒体发布纪录片报道，如TVB的《星期日档案·𣎴能说的真相》，HBO的《劫后天府泪纵横》等。

政府对媒体报道在前三波报道潮中愈发加紧控制，后全面禁止报道校舍倒塌相关新闻。地震发生一个月后，媒体上几乎已无校舍倒塌报道。此后的第四波的纪录片与新闻也被政府列为禁片，在网络上查询不到任何踪影。

## 地震死难学生调查活动
艺术家艾未未于2008年12月5日在网络上发起“公民调查”，号召寻找遇难学生具体信息，包括学校、姓名、年龄、班级、家庭住址、家长联系方式，在艾未未的个人博客以及Google公民调查论坛进行信息公开以及更新。同时一些关于此次活动以及后续活动的纪录片，如《老妈蹄花》《花脸巴儿》《4851》《公民调查》等在互联网上传播。
截止2009年7月28日，由艾未未发起的“512地震遇难学生调查”公布，遇难学生总名单共有5194人，其中核对确认的有4803人，尚未能确认的有391人。名单共涉及143所学校。